# Dendrobium crassilabium
Dendrobium crassilabium är en orkidéart som beskrevs av P.J.Spence. Dendrobium crassilabium ingår i släktet Dendrobium, och familjen orkidéer.
Artens utbredningsområde är Papua Nya Guinea. Inga underarter finns listade i Catalogue of Life.